# آلاسکا (ویرجینیای غربی)
الاسکا، غرب ویرجینیا (به انگلیسی: Alaska, West Virginia) یک منطقهٔ مسکونی در ایالات متحده آمریکا است که در ویرجینیای غربی واقع شده‌است.

## خصوصیات
الاسکا ۳۳۸٫۹۴ متر بالاتر از سطح دریا واقع شده‌است.